# Hodkovce
Hodkovce é um município da Eslováquia, situado no distrito de Košice-okolie, na região de Košice. Tem 7,57 km² de área e sua população em 2018 foi estimada em 332 habitantes.

## Demografia
| Ano:        | 1994 | 2004   | 2014    | 2024 |
| ----------- | ---- | ------ | ------- | ---- |
| Broj ljudi: | 259  | 248    | 300     | 411  |
| Razlika:    |      | -4,24% | +20,96% | +37% |

| Ano:               | 2023 | 2024   |
| ------------------ | ---- | ------ |
| Número de pessoas: | 384  | 411    |
| Diferença:         |      | +7,03% |